# Take Me with U
Take Me with U è un singolo del cantautore statunitense Prince, pubblicato nel 1985 ed estratto dall'album Purple Rain, realizzato insieme al gruppo The Revolution.

## Tracce
- 7"

1. Take Me with U
2. Baby I'm a Star

## Classifiche
| Classifica (1985) | Posizione massima |
| ----------------- | ----------------- |
| Irlanda           | 6                 |
| Regno Unito       | 7                 |
| Stati Uniti       | 25                |
| Stati Uniti (R&B) | 40                |